# Real Time with Bill Maher
Real Time with Bill Maher é um talk show que vai para o ar semanalmente na HBO, apresentado pelo comediante e satírico político Bill Maher. Muito como o seu programa anterior, Politically Incorrect da ABC (e antes disso na Comedy Central), Real Time apresenta um painel de convidados que discutem os eventos políticos e da comunicação social da atualidade. Ao contrário do seu programa anterior, os seus convidados são normalmente mais versados nos assuntos em discussão: existem mais especialistas, como jornalistas, professores e políticos, e menos atores e celebridades. Adicionalmente, muitos dos convidados participam via satélite.[carece de fontes?]
No Brasil é exibido ao vivo no canal HBO Signature, é reprisado a partir do domingo legendado em português e fica disponível online no HBO GO.[carece de fontes?]